# Ortayayla, Çamlıhemşin
Ortayayla là một xã thuộc huyện Çamlıhemşin, tỉnh Rize, Thổ Nhĩ Kỳ. Dân số thời điểm năm 2010 là 90 người.